# Diplôme visé (France)
Ne doit pas être confondu avec Diplôme certifié (France).
Un diplôme visé (Diplovis) est un type de diplôme délivré au terme d'une procédure d'évaluation du ministère de l’Enseignement supérieur et de la Recherche jugeant d'une certaine qualité académique de la formation.
Ce visa est délivré dans le cas des formations ne débouchant pas sur un diplôme national (c'est-à-dire hors licence, master, doctorat, BUT, BTS, diplôme d'ingénieur etc.) et concerne les établissements d'enseignement supérieur public ou privé reconnus par l'État français.
Pour certains diplômes visés, ce visa peut s'accompagner également d'un grade de licence ou de master, ajoutant une reconnaissance supplémentaire.[réf. nécessaire]

## Présentation
Les écoles et formations visées sont soumises à un contrôle pédagogique continu. Le contenu des formations, les jurys d'admission et les commissions délivrant les diplômes sont examinés. Ce visa est délivré par un arrêté du ministère français du ministère de l’Enseignement supérieur, de la Recherche et de l'Innovation, et ceci pour une période maximale de 6 ans, renouvelable.

## Conditions d'attribution et renouvellement de visa
Les établissements supérieurs faisant la demande de visa doivent être reconnus par l'État français.
La première demande de visa d'un établissement le ministère de l’Enseignement supérieur, de l'enseignement supérieur et de la recherche juge du processus de formation, de la bonne gouvernance et de l'organisation de l'établissement, les moyens humains, matériels et financiers, les ressources académiques en professeurs permanents, les activités de recherche et la participation au progrès des connaissances, l'adéquation au marché du travail (insertion professionnelle), l'ouverture internationale,.
Environ 120 formations en France de niveau bac+3 à bac+5 ont ce un visa et pour une durée de 1 à 6 ans.

## Différences entre les titres RNCP, le visa et le grade de licence ou de master
Un titre à finalité professionnelle enregistré au RNCP garantit le niveau de la qualification professionnelle par le Ministère du Travail, c'est le premier palier de la reconnaissance d’un diplôme[réf. à confirmer]. Un diplôme visé par le ministère de l’Enseignement supérieur et de la Recherche garantit quant à lui un certain niveau académique,.
Certains diplômes visés peuvent également conférer un grade de licence ou de master, un niveau supérieur de reconnaissance qui garantit un haut niveau de formation sur les plans académique et professionnel. Les critères d'obtention sont plus exigeants et se rapprochent de ceux évalués par les organismes d'accréditations étrangers : les thèmes de la recherche et de l'international sont par exemple particulièrement examinés. Dans ce cas, les diplômes peuvent permettre d'accéder à un diplôme national supérieur (master, doctorat).
Des écoles comme HEC Paris, Brest Business School, Sciences Po ou encore l'École polytechnique sont autorisées à délivrer un diplôme visé associé au grade de master, et pour certaines d'entre-elles au grade de licence.[réf. nécessaire]

## Liste non exhaustive des diplômes visés
Liste des diplômes visés est publiée tous les ans au Bulletin Officiel, en dehors des diplômes visés des écoles de management qui sont publiés par la Commission d'évaluation des formations et de diplômes de gestion. De plus, d'autres écoles peuvent proposer des formations assorties de diplômes visés.[réf. nécessaire]

### Écoles supérieures de commerce et de management
La Commission d’évaluation des formations et diplômes de gestion (CEFDG) diffuse sur son site internet la liste des diplômes visés pour les écoles de commerce.

### Écoles d'art, d'informatique, de journalisme, d'audiovisuel, etc.
| Diplôme visé                                                         | Niveau RNCP | Grade   | Établissements                                                    | Type                      |
| -------------------------------------------------------------------- | ----------- | ------- | ----------------------------------------------------------------- | ------------------------- |
| Diplôme d'Expert(e) en technologies de l'information                 | 7           | Aucun   | EPITECH                                                           | École d'informatique      |
| Diplôme de Stratégie digitale et innovation                          | 6           | Licence | EFREI - Université Paris-Panthéon-Assas                           | École d'informatique      |
| Diplôme de Manager opérationnel de projet en design et communication | 6           | Aucun   | École de design Nantes Atlantique et Audencia                     | Écoles d'art et de design |
| Diplôme de design                                                    | 7           | Master  | École de design Nantes Atlantique                                 | Écoles d'art et de design |
| Diplôme de design                                                    | 7           | Aucun   | Strate Ecole de design                                            | Écoles d'art et de design |
| Programme IDEA                                                       | N/A         | N/A     | Ecole Centrale Lyon et l'EM Lyon Business School                  | Écoles d'art et de design |
| Diplôme de Créateur industriel                                       | 7           | Master  | École nationale supérieure de création industrielle               | Écoles d'art et de design |
| Diplôme de Designer textile                                          | 7           | Master  | École nationale supérieure de création industrielle               | Écoles d'art et de design |
| Diplôme d'Architecte d'intérieur-designer                            | 6           | Aucun   | École Camondo                                                     | Écoles d'art et de design |
| Diplôme de Dessinateur praticien                                     | 6           | Aucun   | École Émile Cohl                                                  | Écoles d'art et de design |
| Diplôme de Dessinateur 3D                                            | 6           | Aucun   | École Émile Cohl                                                  | Écoles d'art et de design |
| Diplôme de Créateur concepteur de mode                               | 7           | Master  | Institut français de la mode (IFM)                                | Écoles d'art et de design |
| Diplôme de Responsable du marketing et du développement commercial   | 6           | Aucun   | Idrac Business School                                             | École de management       |
| Diplôme de Journaliste                                               | 7           | Aucun   | École CFJ - Université Paris-Panthéon-Assas                       | Écoles de journalisme     |
| Diplôme de Journalisme                                               | 7           | Master  | École supérieure de journalisme de Lille - Université de Lille    | Écoles de journalisme     |
| Diplôme de Responsable communication et médias                       | 6           | Aucun   | Audencia SciencesCom                                              | École de communication    |
| Diplôme d'études supérieures en techniques de l'image et du son      | 6           | Aucun   | Institut international de l'image et du son de Paris              | École d'audiovisuel       |
| Diplôme d'études supérieures de réalisation audiovisuel              | 6           | Aucun   | École supérieure de réalisation audiovisuelle                     | École d'audiovisuel       |
| Diplôme de hautes études cinématographiques                          | 7           | Aucun   | École supérieure de réalisation audiovisuelle                     | École d'audiovisuel       |
| Diplôme d'études supérieures du film d'animation                     | 6           | Aucun   | Sup'infograph - ESRA 3D                                           | École d'audiovisuel       |
| Diplôme d'études supérieures des techniques du son                   | 6           | Aucun   | ISTS (ESRA)                                                       | École d'audiovisuel       |
| Diplôme de Technicien supérieur en géologie                          | 6           | Aucun   | Institut polytechnique UniLaSalle - Beauvais                      | Autres écoles             |
| Diplôme de Conducteur de travaux du BTP                              | 6           | Aucun   | École spéciale des travaux publics, du bâtiment et de l'industrie | Autres écoles             |
| Diplôme de Juriste linguiste ou Traducteur                           | 7           | Aucun   | ISIT - Université Paris-Panthéon-Assas                            | Autres écoles             |
| Diplôme de Management international et communication interculturelle | 7           | Aucun   | ISIT - Université Paris-Panthéon-Assas                            | Autres écoles             |